# Säsong 5 av RuPauls dragrace
Säsong 5 av RuPauls dragrace hade premiär 28 januari 2013 med ett 90 minuter långt premiäravsnitt. Säsongen hade till en början fjorton dragqueens med i tävlingen, vilket var mer än i någon tidigare säsong. Vinnaren av säsongen blev Jinkx Monsoon.
Vinnaren av denna säsongen går hem med obegränsat med kosmetika från ColorEvolution, en unik semesterresa från AlAndChuck.travel, vara ansiktet utåt under Logos Dragraceturné sponsrad av Absolut Vodka och en prissumma på 100 000 dollar, samt titeln "America's Next Drag Superstar". Santino Rice och Michelle Visage är tillbaka som domare tillsammans med RuPaul. Catwalkens signaturmelodi för varje avsnitt är utbytt till "I Bring the Beat", och till sluttexterna spelas "The Beginning", båda låtarna från RuPauls album Glamazon.

## Tävlingsdeltagare
Dragdrottningarna som tävlade om titeln "America's Next Drag Superstar" i den femte säsongen av RuPauls dragrace var:
(ålder och namn angivna gäller tiden de medverkade i tävlingen)
| Tävlingsdeltagare    | Egentligt namn       | Ålder | Hemstad                    | 1     | 2     | 3     | 4     | 5     | 6     | 7     | 8     | 9     | 10    | 11    | 14    |
| -------------------- | -------------------- | ----- | -------------------------- | ----- | ----- | ----- | ----- | ----- | ----- | ----- | ----- | ----- | ----- | ----- | ----- |
| Jinkx Monsoon        | Jerick Hoffer        | 25    | Seattle, Washington        | SÄKER | SÄKER | HÖG   | HÖG   | VINST | HÖG   | HÖG   | HÖG   | VINST | HÖG   | BOTN  | VINST |
| Alaska               | Justin Andrew Honard | 27    | Pittsburgh, Pennsylvania   | HÖG   | SÄKER | LÅG   | SÄKER | HÖG   | LÅG   | HÖG   | VINST | HÖG   | LÅG   | VINST | UT    |
| Roxxxy Andrews       | Michael Feliciano    | 28    | Orlando, Florida           | VINST | SÄKER | HÖG   | LÅG   | HÖG   | HÖG   | BOTN  | LÅG   | HÖG   | VINST | HÖG   | UT    |
| Detox                | Matthew Sanderson    | 27    | Los Angeles, Kalifornien   | SÄKER | SÄKER | VINST | SÄKER | BOTN  | SÄKER | SÄKER | HÖG   | LÅG   | BOTN  | UT    | Z     |
| Coco Montrese        | Martin Cooper        | 37    | Las Vegas, Nevada          | SÄKER | SÄKER | BOTN  | SÄKER | SÄKER | BOTN  | VINST | LÅG   | BOTN  | UT    | Z     | Z     |
| Alyssa Edwards       | Justin Johnson       | 32    | Mesquite, Texas            | SÄKER | SÄKER | SÄKER | VINST | SÄKER | LÅG   | BOTN  | BOTN  | UT    | Z     | Z     | Z     |
| Ivy Winters          | Dustin Winters       | 26    | New York, New York         | HÖG   | HÖG   | SÄKER | HÖG   | LÅG   | VINST | LÅG   | UT    | Z     | Z     | Z     | Z     |
| Jade Jolie           | Josh Green           | 25    | Gainesville, Florida       | LÅG   | SÄKER | SÄKER | SÄKER | SÄKER | UT    | Z     | Z     | Z     | Z     | Z     | Z     |
| Lineysha Sparx       | Andy Trinidad        | 24    | San Juan, Puerto Rico      | HÖG   | VINST | SÄKER | SÄKER | UT    | Z     | Z     | Z     | Z     | Z     | Z     | Z     |
| Honey Mahogany       | Alpha Mulugeta       | 29    | San Francisco, Kalifornien | SÄKER | HÖG   | SÄKER | UT    | Z     | Z     | Z     | Z     | Z     | Z     | Z     | Z     |
| Vivienne Pinay       | Michael Donehoo      | 26    | New York, New York         | SÄKER | HÖG   | LÅG   | UT    | Z     | Z     | Z     | Z     | Z     | Z     | Z     | Z     |
| Monica Beverly Hillz | Juan DeJesus Anaya   | 27    | Owensboro, Kentucky        | SÄKER | BOTN  | UT    | Z     | Z     | Z     | Z     | Z     | Z     | Z     | Z     | Z     |
| Serena ChaCha        | Myron Morgan         | 21    | Tallahassee, Florida       | BOTN  | UT    | Z     | Z     | Z     | Z     | Z     | Z     | Z     | Z     | Z     | Z     |
| Penny Tration        | Tony Kody            | 39    | Cincinnati, Ohio           | UT    | Z     | Z     | Z     | Z     | Z     | Z     | Z     | Z     | Z     | Z     | Z     |

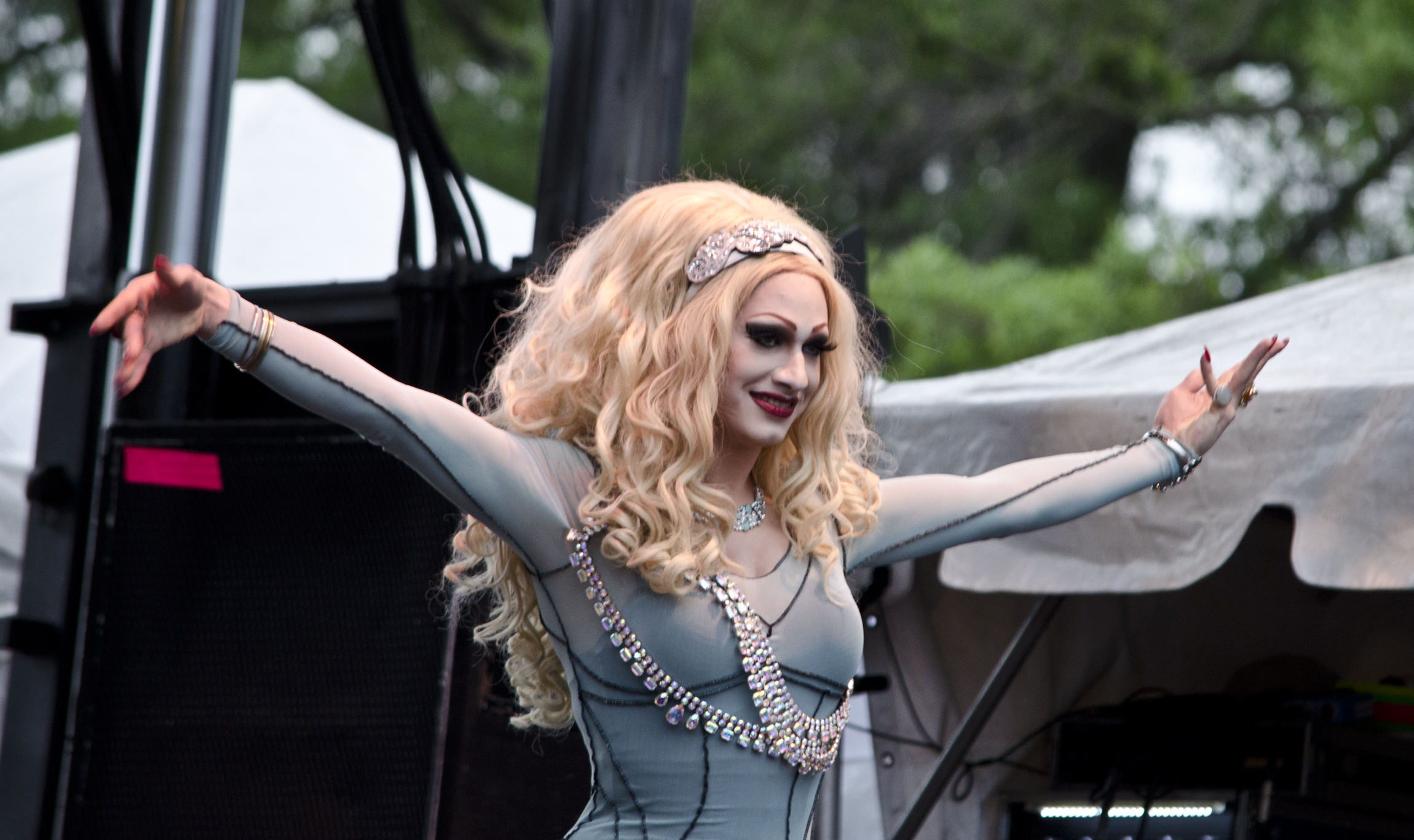
Jinkx Monsoon, vinnare av säsong 5

     Deltagaren vann RuPauls dragrace.
     Deltagaren kom till final.
     Deltagaren vann en utmaning. Vinnaren i avsnitt ett, två, och fyra fick immunitet till kommande veckas utmaning.
      Deltagaren var en av veckans bästa men lyckades inte vinna utmaningen.
     Deltagaren var en av de sämsta men hamnade inte på en bottenplacering.
     Deltagaren var en av de två sämsta.
     Deltagaren blev utslagen från tävlingen.
     Deltagaren blev framröstad som Miss Congeniality av tittarna.

## Fotnoter
1. ↑  Alaska Thunderfuck går i TV-programmet under det avkortade namnet Alaska.
2. ↑  Detox Icunt går under namnet Detox i TV-programmet.